# شینجی ساروساوا
شینجی ساروساوا (انگلیسی: Shinji Sarusawa؛ زادهٔ ۹ ژوئن ۱۹۶۹) بازیکن فوتبال اهل ژاپن است.